# Kanton Pantin-Ouest
Kanton Pantin-Ouest is een voormalig kanton van het Franse departement Seine-Saint-Denis. Het kanton maakte deel uit van het arrondissement Bobigny tot het op 22 maart 2015 werd opgeheven en opging in het nieuw gevormde kanton Pantin.

## Gemeenten
Het kanton Pantin-Ouest omvatte de volgende gemeente:
- Pantin (deels)